# Laksefjorden
Laksefjorden är en öppen, omkring 80 kilometer lång och 8–30 kilometer bred fjord i Finnmark fylke i Nordnorge. 
Laksefjorden har flera mindre bifjordar, särskilt på östra sidan. Den har sitt största djup, 325 meter vid mynningen.